# Поляшово
Поляшово — деревня в составе Ивановского сельского поселения Шарьинского района Костромской области России.

## География
Деревня расположена у автодороги Урень — Шарья — Никольск — Котлас Р157.

## История
Деревня Поляшово была остановочным пунктом обозов на Велико-Устюжском тракте.
Известно, что деревня принадлежала боярину князю Фёдору Мстиславскому, спустя некоторое время после смерти которого, в 1640 году вместе с другими деревнями была пожалована царём Алексеем Михайловичем князю Борису Репнину.
Согласно Спискам населённых мест Российской империи в 1872 году деревня относилась к 2 стану Ветлужского уезда Костромской губернии. В ней числилось 25 дворов, проживало 81 мужчина и 97 женщин.
Согласно переписи населения 1897 года в деревне проживало 312 человек (126 мужчин и 186 женщин).
Согласно Списку населённых мест Костромской губернии в 1907 году деревня относилась к Рождественской волости Ветлужского уезда Костромской губернии. По сведениям волостного правления за 1907 год в деревне числилось 50 крестьянских дворов и 405 жителей. В деревне имелись школа и кузница. Основным занятием жителей деревни был лесной промысел.
До 2010 года деревня являлась административным центром Поляшовского сельского поселения.

## Население
| 2008 | 2010 | 2014 |
| ---- | ---- | ---- |
| 8    | ↘3   | ↗6   |